# Alan J. Hoffman
Alan Jerome Hoffman (* 30. Mai 1924 in New York City; † 18. Januar 2021) war ein US-amerikanischer Mathematiker.

## Leben und Werk
Hoffman diente 1943 bis 1946 in der US Army. Er studierte an der Columbia University mit dem Bachelor-Abschluss 1947 und der Promotion in Mathematik 1950 bei Edgar Raymond Lorch (On the foundations of inversion geometry). 1950/51 war er am Institute for Advanced Study und danach bis 1956 als Mathematiker am National Bureau of Standards tätig. 1956/57 war er wissenschaftlicher Verbindungsoffizier am Office of Naval Research in London und von 1957 bis 1961 Management-Berater von General Electric. Ab 1961 war er bei IBM im Thomas J. Watson Research Center angestellt. 2002 ging er dort in den Ruhestand.
Gleichzeitig war er 1965 bis 1976 Adjunct Professor an der City University of New York. Er war außerdem als Adjunct Professor oder Gastprofessor 1965 am Technion, von 1975 bis 1980 und 1991 an der Yale University, von 1980 bis 1991 an der Stanford University, von 1990 bis 1996 an der Rutgers University und von 1992 bis 1993 am Georgia Institute of Technology.
Er befasste sich unter anderem mit Linearer Algebra, Linearer Optimierung, Graphentheorie, Kombinatorik und Geometrie. Hoffman hielt sieben Patente über mathematische Algorithmen.
Er war Gründungsherausgeber der Zeitschrift Linear Algebra and its Applications.
1978 wurde er IBM Fellow. Er war Fellow der National Academy of Sciences (1982), der New York Academy of Sciences (1975) und der American Academy of Arts and Sciences (1987). 1986 wurde er Ehrendoktor des Technion. 1992 erhielt er den John-von-Neumann-Theorie-Preis.

## Schriften (Auswahl)
- Selected Papers of Alan J. Hoffman, Hrsg. Charles A. Micchelli, World Scientific 2003